# Marthe Keller
Marthe Keller (Bazel, 28 januari 1945) is een Zwitserse actrice.

## Carrière
Marthe Keller begon haar carrière in Duitsland als comédienne. Na de studentenprotesten van mei 1968 bleef ze in Parijs en behaalde ze er succes in twee komedies van Philippe de Broca. Nadien speelde ze in vele films mee.
Nadat ze gedurende 30 jaar films had gemaakt, zette ze rond 2000 de stap naar de operawereld, namelijk in de opera Don Giovanni van Mozart. Dat was in de Metropolitan Opera In New York in 2003. Voor haar prestatie daarin, kreeg ze veel lovende kritieken.
In 1977 was Keller ook lid van de jury van het Filmfestival van Cannes.

## Filmografie

### Film
- 1966 – Funeral in Berlin (Guy Hamilton)
- 1967 – Wilder Reiter GmbH (Franz-Josef Spieker)
- 1968 – Le Diable par la queue (Philippe de Broca)
- 1970 – Les Caprices de Marie (Philippe de Broca)
- 1971 – Un cave (Gilles Grangier)
- 1972 – La Vieille Fille (Jean-Pierre Blanc)
- 1973 – Elle court, elle court la banlieue (Gérard Pirès)
- 1973 – La Raison du plus fou (François Reichenbach)
- 1973 – La Chute d'un corps (Michel Polac)
- 1974 – Toute une vie (Claude Lelouch)
- 1974 – Seul le vent connaît la réponse (Alfred Vohrer)
- 1975 – Per le antiche scale (Mauro Bolognini)
- 1976 – Le Guêpier (Roger Pigaut)
- 1976 – Marathon Man (John Schlesinger)
- 1977 – Black Sunday (John Frankenheimer)
- 1977 – Bobby Deerfield (Sydney Pollack)
- 1978 – Fedora (Billy Wilder)
- 1980 – The Formula (John G. Avildsen)
- 1981 – The Amateur (Charles Jarrott)
- 1984 – Femmes de personne (Christopher Frank)
- 1985 – Rouge baiser (Véra Belmont)
- 1985 – Joan Lui - ma un giorno nel paese arrivo io di lunedì (Adriano Celentano)
- 1987 – Oci ciornie (Nikita Michalkov)
- 1989 – Georg Elser - Einer aus Deutschland (Klaus Maria Brandauer)
- 1992 – Mémoire traquée (Patrick Dewolf)
- 1994 – Mon amie Max (Michel Brault)
- 1996 – Sostiene Pereira (Roberto Faenza)
- 1996 – Nuits blanches (Sophie Deflandre)
- 1997 – K (Alexandre Arcady)
- 1997 – Elles (Luís Galvão Teles)
- 1998 – L'École de la chair (Benoît Jacquot)
- 1999 – Le Derrière (Valérie Lemercier)
- 2002 – Time of the Wolf (Rod Pridy)
- 2004 – Die Nacht singt ihre Lieder (Romuald Karmakar)
- 2005 – Fragile (Laurent Nègre)
- 2005 – U.V. (Gilles Paquet-Brenner)
- 2007 – Chrysalis (Julien Leclercq)
- 2007 – Cortex (Nicolas Boukhrief)
- 2010 – Hereafter (Clint Eastwood)
- 2011 – Les Géants (Bouli Lanners)
- 2012 – Au galop (Louis-Do de Lencquesaing)
- 2013 – La Marque des anges (Sylvain White)
- 2015 – Amnesia (Barbet Schroeder)
- 2016 – L'Économie du couple (Joachim Lafosse)

### Televisie

#### Duitsland
- 1964 – Mein oder Dein
- 1964 – Der Trojanische Krieg findet nicht statt
- 1965 – Mariana Pineda
- 1966 – Corinne und der Seebär
- 1992 – Im Kreis der Iris
- 1995 – Tödliches Geld

#### Frankrijk
- 1970 – Tango
- 1971 – Arsène Lupin
- 1972 – La demoiselle d'Avignon
- 1975 – L'Aigle à deux têtes
- 1982 – La Certosa di parma
- 1983 – Wagner
- 1987 – The Hospice
- 1988 – Una Vittoria
- 1988 – La Ruelle au clair de lune
- 1989 – The Nightmare Years
- 1991 – Un cœur à prendre
- 1991 – Intrigues impériales
- 1992 – Turbulences
- 1993 – Jeanne d'Arc au bûcher
- 1993 – Libérez mon fils
- 1995 – Belle Époque
- 2003 – Par amour
- 2004 – La Nourrice
- 2004 – Tout va bien c'est Noël!
- 2005 – Dans l'ombre du maître
- 2007 – La Prophétie d'Avignon
- 2007 – Le Lien

## Opera
- 1999 – Dialogues des Carmélites van Francis Poulenc (Londen)
- 2003 – Don Giovanni van Wolfgang Amadeus Mozart (New York)

## Prijzen
- 1977 – Nominatie voor de Golden Globe, voor beste vrouwelijke bijrol in de film Marathon Man uit 1976
- 2003 – Fipa d'or voor best vrouwelijke interpretatie in de film Par amour
- 2006 – Swiss Film Prize voor beste bijrol in de film Fragile uit 2005

- Bibsys: 3071203
- Biblioteca Nacional de España: XX1297369
- Bibliothèque nationale de France: cb13895921g (data)
- Gemeinsame Normdatei: 12119857X
- International Standard Name Identifier: 0000 0001 2121 0670
- Library of Congress Control Number: no95026998
- MusicBrainz: f53776e2-9b4c-420e-a7d5-2268a22db8ba
- Nationale Bibliotheek van Tsjechië: xx0158553
- Nationale Bibliotheek van Israël: 987007456662105171
- Nederlandse Thesaurus van Auteursnamen: 070822115
- Réseau des bibliothèques de Suisse occidentale: 02-A009058151
- SNAC: w6gc2q1v
- Système universitaire de documentation: 120692112
- Theaterlexikon der Schweiz: Marthe_Keller
- Virtual International Authority File: 12491722
- WorldCat: E39PBJbWwD8GrDcQ9TKHgtv4MP